# Ćićevac
Ćićevac (em cirílico: Ћићевац) é uma vila da Sérvia localizada no município de Ćićevac, pertencente ao distrito de Rasina, na região de Pomoravlje. A sua população era de 4681 habitantes segundo o censo de 2011.

## Demografia
| 1948 | 1953 | 1961 | 1971 | 1981 | 1991 | 2002 | 2011 |
| ---- | ---- | ---- | ---- | ---- | ---- | ---- | ---- |
| 4410 | 4588 | 4952 | 5143 | 5520 | 5398 | 5094 | 4681 |